# Jurinella procteri
Jurinella procteri là một loài ruồi trong họ Tachinidae.